# Edelweißpiraten

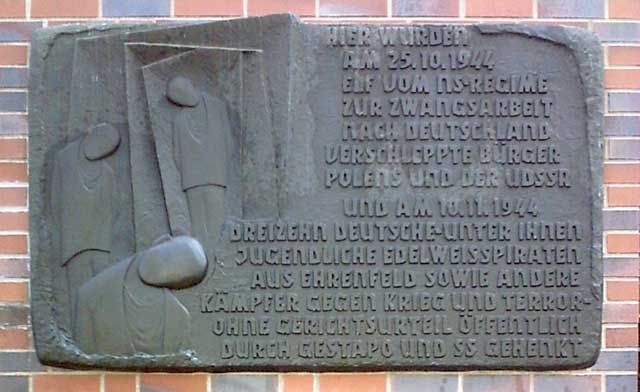
Gedenksteen in Keulen (1986; in 2002 wegens een verbouwing van het station verwijderd en in 2003 iets verderop herplaatst)

Edelweißpiraten (ook wel Edelweisspiraten of Edelweiss-Piraten) was een jongerengroep die in nazi-Duitsland verzet pleegde. De jongeren waren afkomstig uit alle lagen van de bevolking en ontbeerden een ideologische grondslag. Ontstaan uit de Duitse Jeugdbeweging werden de groepsleden verenigd door hun afkeer van de nazi's en vooral van de Hitlerjugend. De Edelweißpiraten waren vooral in het Rijnland en de omgeving van Keulen actief.

## Oorsprong
In het Duitsland van na de Eerste Wereldoorlog werden op de Wandervogel geënte wandelgroepen populair. Dit kwam niet alleen omdat ze weinig kostten, wat vooral tijdens de crisisjaren een belangrijk punt was, maar ook omdat ze de stadsjeugd een gevoel van saamhorigheid boden. Deze groeperingen werden in toenemende mate gepolitiseerd, omdat politieke partijen er een kweekvijver voor partijleden in zagen.
De Hitlerjugend was in haar oorsprong een van deze verenigingen, maar vanaf 1933, in de zogenoemde Gleichschaltung werden onafhankelijke groepen verboden en werden de leden ervan aangespoord om tot de Hitlerjugend toe te treden.

## Activiteiten

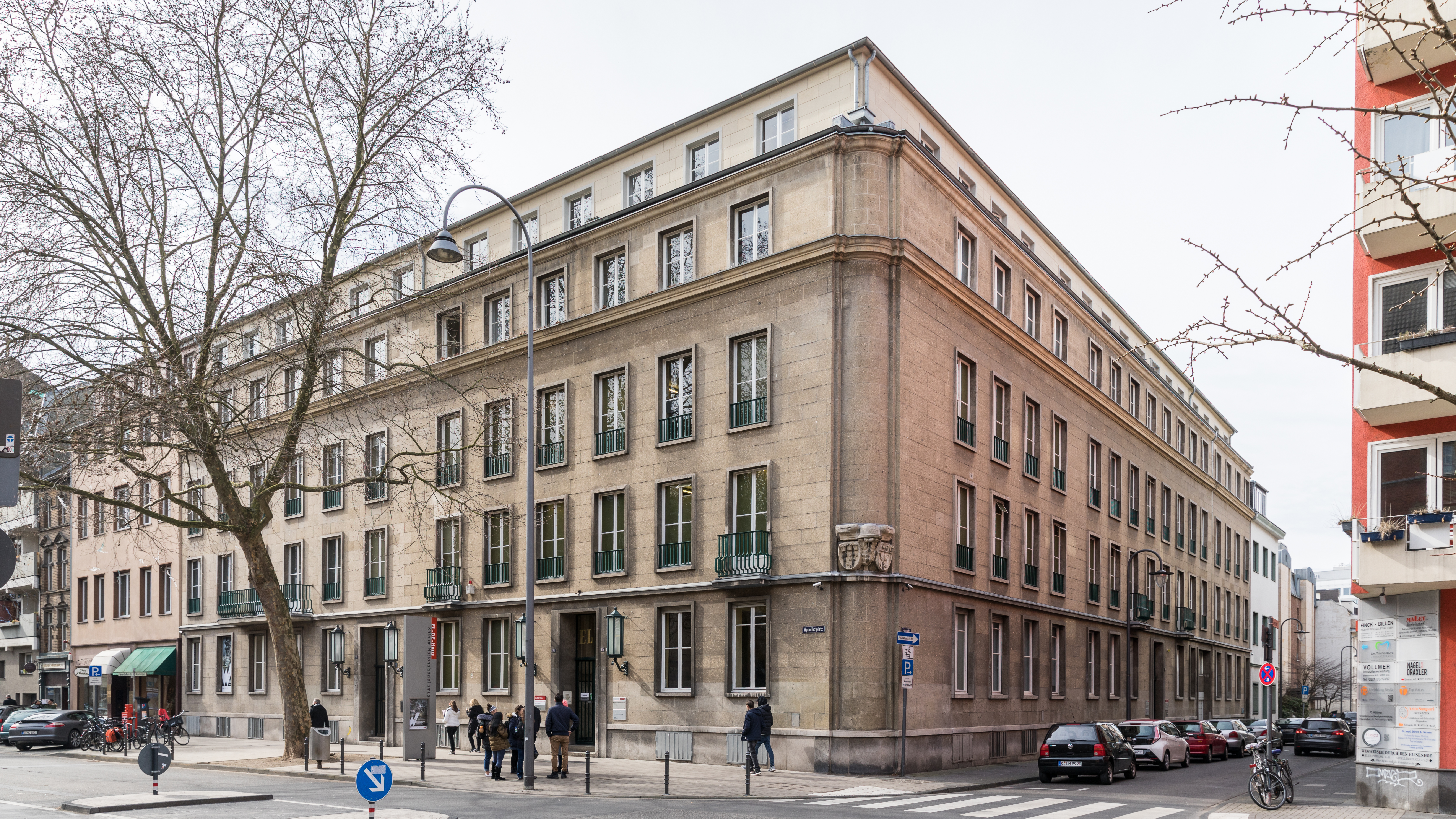
Het EL-DE-Haus (2018), in de nazi-tijd hoofdkwartier van de Keulse Gestapo

Leden van de Edelweißpiraten, voornamelijk tussen de 14 en 17 jaar oud, maakten onder meer spottende liederen over Hitler en nazi-Duitsland. Vanaf 1942 gingen zij ook over tot hardere acties; enige jongvolwassenen maakten in 1944 ook deel van de groep uit. Zij stalen voedsel en voedselbonnen, en deelden de buit met weggelopen dwangarbeiders, met deserteurs en met joden, die in hun kelders konden onderduiken. Enkelen beschikten over handvuurwapens, en gebruikten die bij schietpartijen met fanatieke Hitlerjugend-leden en andere nazi's, van wie zij er enigen doodden, en bij enkele overvallen op opslagplaatsen van levensmiddelen. Dertien Edelweißpiraten vielen in oktober en begin november in handen van de Gestapo en werden op 10 november, op een pleintje bij station Köln-Ehrenfeld, in het openbaar door ophanging ter dood gebracht.
Na de oorlog deden de overlevenden binnen de groep vergeefse pogingen, te worden gerehabiliteerd; zij hadden de pech, dat hun verzoeken daartoe door ten dele dezelfde personen werden beoordeeld, die in de nazi-tijd hun vervolging en registratie als misdadigers hadden bewerkstelligd. Deze nazi-functionarissen waren zonder, of slechts met lichte, straffen door de denazificatie gekomen. Pas toen rond 1980 meer historisch onderzoek naar de groep werd gedaan, begon een moeizame, door politiek rechts tegengewerkte, strijd om hun rehabilitatie; deze kwam pas in 2003 officieel tot stand. In 1984 waren enige leden van de groep te Yad Vashem reeds, al dan niet postuum, geëerd met het predicaat Rechtvaardige onder de Volkeren.

## Enige bekende Edelweißpiraten
- Hans Steinbrück (* 12 april 1921 te Keulen ; † 10 november 1944, door ophanging, ibidem) was een wegens desertie uit de Wehrmacht in een concentratiekamp opgesloten jongeman met een opvliegend karakter. In juli 1943 wist hij te ontsnappen, en verzamelde in de puinhopen van Keulen-Ehrenfeld[1] een groep gelijkgezinde jongeren, onder wie ook enige dieven en kleine criminelen, om zich heen. Hij was actief in het laten onderduiken van door de nazi's vervolgde mensen, onder wie ook Joodse mannen en vrouwen. In 1944 sloten veel tieners uit de Edelweißpiraten zich bij zijn Ehrenfelder Gruppe aan. Verscheidenen van hen waren wees geworden, doordat hun vader in de Tweede Wereldoorlog was gesneuveld, en zagen in Steinbrück een leiders- en vaderfiguur. Andere jongens distantieerden zich juist van hem vanwege zijn in hun ogen te radicale en criminele activiteiten (waaronder het stelen en op de zwarte markt verkopen van een grote partij boter).
- Bartholomäus „Barthel“ Schink (* 25 of 27 november 1927 te Keulen ; † 10 november 1944, door ophanging, ibidem). Aanvankelijk lid van de Hitlerjugend en daarna de Waffen-SS, maar in augustus 1944 gedeserteerd en tot de groep toegetreden. Werkte als leerling-dakdekker en had dus twee rechterhanden, wat bij het inrichten van de kelders van kapot gebombardeerde huizen te Keulen-Ehrenfeld zeer nuttig was.
- Jean (in het Keulse dialect: Schang) Jülich (* 18 april 1929 te Keulen; † 19 oktober 2011 ibidem). Hij was de zoon van een actieve communist en trad in 1942 als jongen van 13 toe tot de Edelweißpiraten. Wegens medeplichtigheid aan het voorbereiden van een bomaanslag op het EL-DE-Haus, het hoofdkwartier van de Keulse Gestapo, werd hij omstreeks 1 oktober 1944 gearresteerd, en in datzelfde EL-DE-Haus verhoord en gemarteld. Hij overleefde dit, alsmede latere gevangenisstraf. Na de oorlog was hij actief als vrijwilliger bij ondersteuning van de armen, het Keulse carnaval en hij was waard in een muziekcafé, waar de bekende groep Bläck Fööss regelmatig optrad. In 1991 werd hij onderscheiden met het Bundesverdienstkreuz am Bande (aan Lint).

## In populaire cultuur

### Films
- In 1980 verscheen de Duitse film Nachforschungen über die Edelweißpiraten van Dietrich Schubert in samenwerking met ZDF.
- In 2004 verscheen de Duitse film Edelweißpiraten van Niko von Glasow.

### Muziek

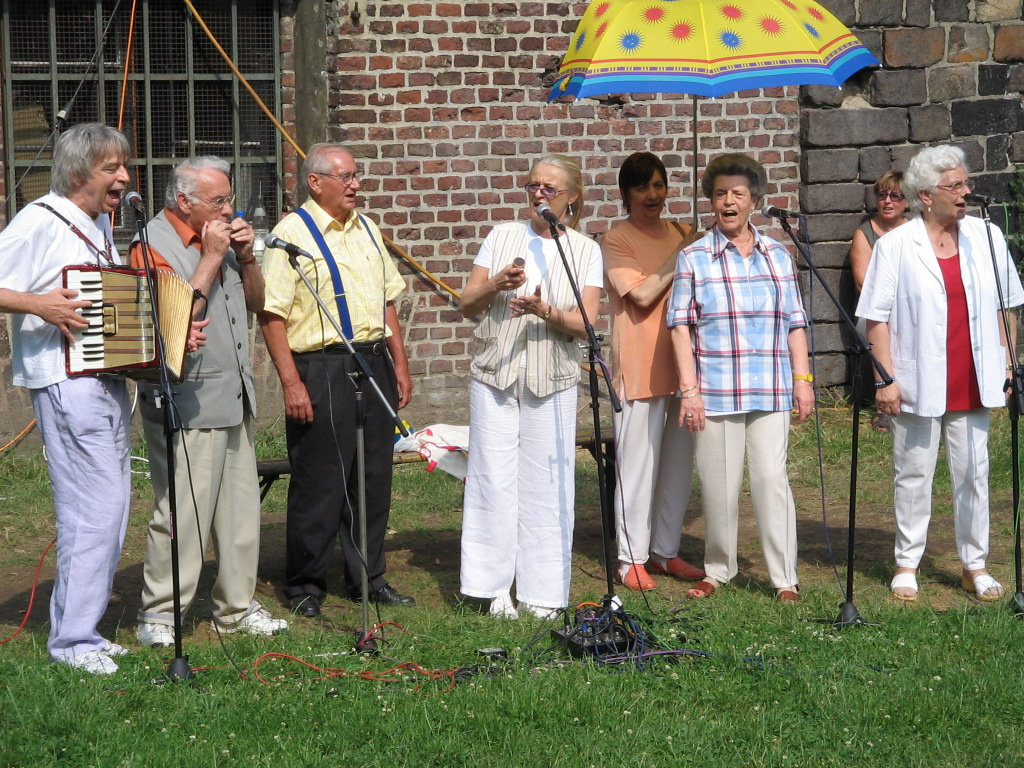
Edelweißpiratenfestival in Keulen (foto uit juni 2005). Derde van links: Jean Jülich.

- Ballade vom Edelweißpiraten door Nevada Kid von Franz Josef Degenhardt.
- Edelweißpiraten van de band Bläck Fööss.
- Edelweißpiraten sind treu van rapper Chaoze One ft. Lotta C.

### Jeugdromans
- Dirk Reinhardt: Edelweißpiraten, Aufbau Verlag, Berlijn 2012, ISBN 978-3-351-04163-2.
- Elisabeth Zöller: Wir tanzen nicht nach Führers Pfeife. Een non-fictie-thriller over de Edelweiß Piraten. Hanser, München 2013, ISBN 978-3-446-24024-7.

### Festival
Sinds juni 2005 is er jaarlijks een Edelweißpiratenfestival in Keulen. Hier waren in 2005 en de jaren erna een aantal voormalig Edelweißpiraten aanwezig.